# Attersee
Az Attersee (más néven Kammersee) Ausztria legnagyobb tava (ugyan a Boden-tó és a Fertő nagyobb, de azok csak részben fekszenek az ország területén). Felső-Ausztria nyugati részén, a Salzkammergut régióban fekszik. Halakban gazdag, valamint kedvelt búvár- és vitorlázóparadicsom. Partján üdülőhelyek találhatók.

## Földrajz
Az Attersee Salzburgtól északkeletre, a Mondseetől keletre, közel észak- déli irányban terül el. Gleccsertó meredek partokkal és nagy átlagos mélységgel, így víztömege (4 milliárd m³) meghaladja a legtöbb hasonló nagyságú tóét.
Tőle délnyugatra emelkedik a Schafberg (1783 m), délkeletre pedig a Höllengebirge (1862 m). Az Attersee egy tó-lánc utolsó tagja, amely délnyugaton a Fuschlseevel, északnyugaton pedig az Irrseevel kezdődik. Mindkét tó vize a Mondseebe folyik, onnan pedig a 4 km hosszú Seeachén keresztül az Atterseebe. Lefolyása az Ager, amely a Traun mellékfolyója; a Traun Linznél torkollik a Dunába.
A környező hegyek magassága dél felé emelkedik (délkeleten a Salzberg 1603 m, délen Breiten-Berg 1412 m magas).

### Tóparti települések
Északról, az óramutató járása irányában:
- Seewalchen am Attersee
- Schörfling am Attersee
- Weyregg am Attersee
- Alexenau
- Steinbach am Attersee
- Weissenbach am Attersee
- Burgau
- Unterach am Attersee
- Stockwinkl
- Nußdorf am Attersee
- Attersee am Attersee
- Buchberg am Attersee

## Fordítás
- Ez a szócikk részben vagy egészben az Attersee (See) című német Wikipédia-szócikk ezen változatának fordításán alapul.  Az eredeti cikk szerkesztőit annak laptörténete sorolja fel. Ez a jelzés csupán a megfogalmazás eredetét és a szerzői jogokat jelzi, nem szolgál a cikkben szereplő információk forrásmegjelöléseként.